# Совет знатоков Торы

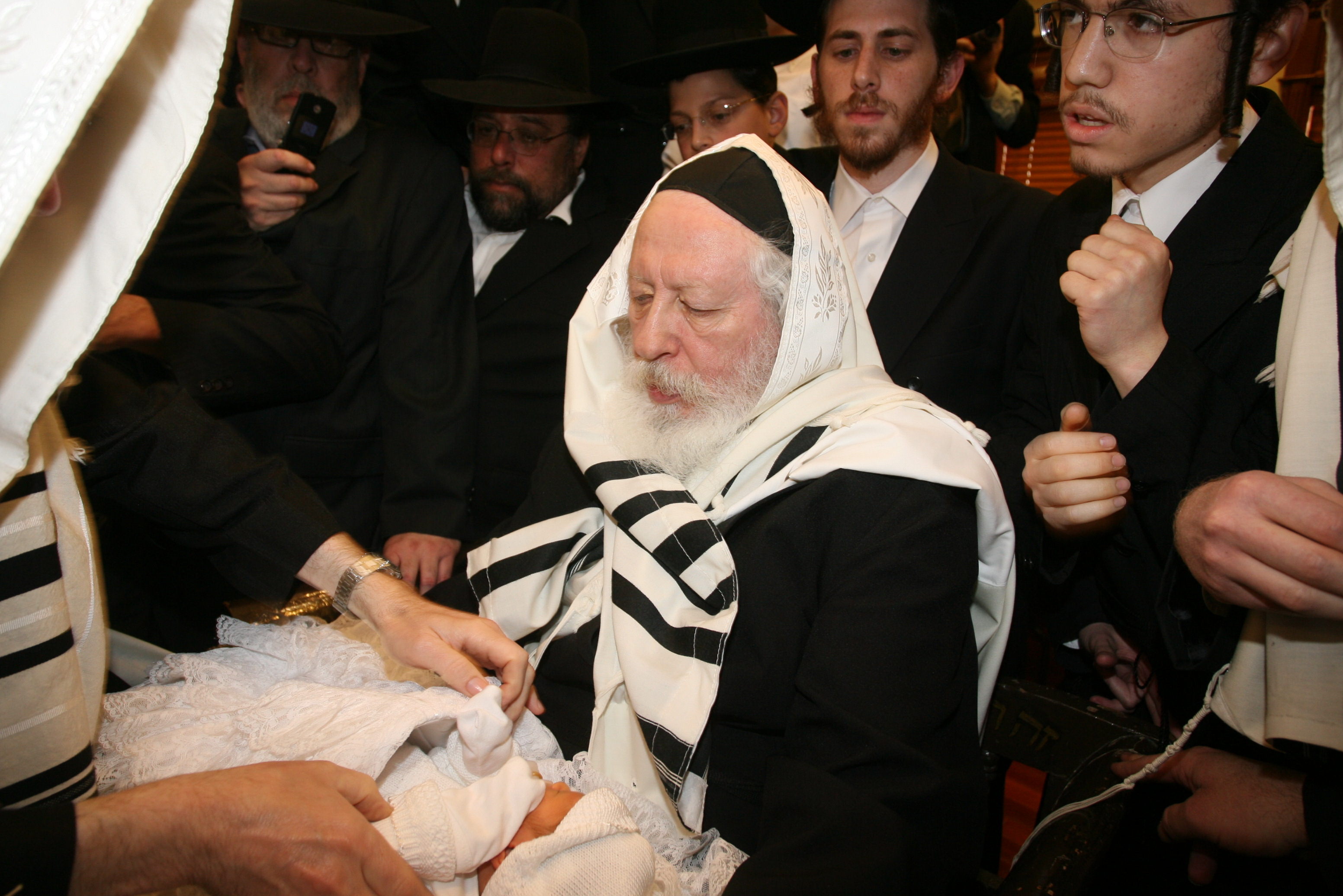
Рабби Яаков Арье Альтер, Духовный лидер «Агудат Исраэль»

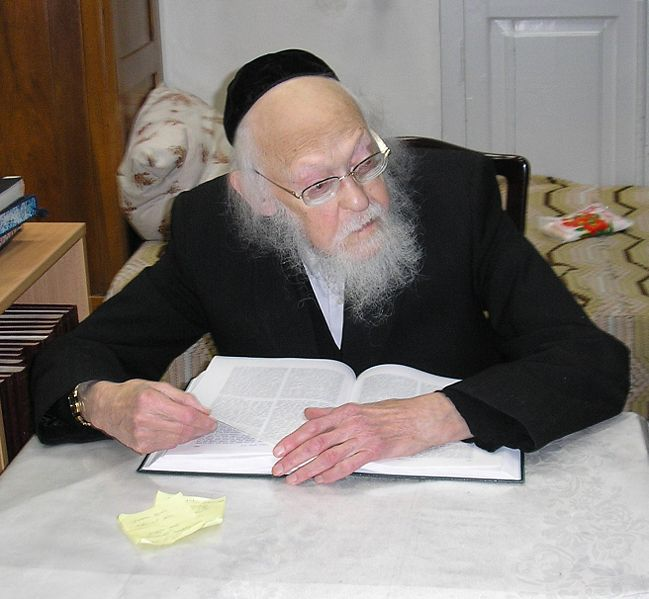
Раввин Йосеф Шалом Эльяшив, Духовный лидер «Дегель ха-Тора»

Совет знатоков Торы (ивр. מועצת גדולי התורה‎) — раввинский совет, высший орган партии «Агудат Исраэль». Совет определяет действия партии по всем вопросам, касающимся как соотношений религии и государства, так и экономики, политики и пр.

## Создание
Совет знатоков Торы был создан как высший орган организации «Агудат Исраэль», которая была основана в Катовице, в 1912 году. Совет возглавили тогдашние иудейские лидеры Польши, такие как раввин Исраэль Метшуртков, Авраам Мордехай Альтер, Хаим Ойзер Гродзинский, и многие другие.

## Совет в последние годы
Совет знатоков Торы ранее служил в качестве высшего органа Агудат Исраэль. С момента создания политической партии совет стал назначать кандидатов в депутаты, а также должностных лиц в другие организации, подчиняющиеся Агудат Исраэль. Совет также может издавать постановления по галахическим и другим вопросам, касающимся жизни религиозных евреев, отождествляющих себя с Агудат Исраэль.
В 1988 году от Агудат Исраэль отделилась литовская партия «Дегель ха-Тора», которая также создала свой, отдельный Совет знатоков Торы.
В последние годы Совет знатоков Торы имеет достаточно символическое влияние в партии. Большинство решений, касающихся Агудат Исраэль, принимает ребе из Гур, Рабби Яаков Арье Альтер, и большинство решений, касающихся Дегель ха-Тора, принимал раввин Йосеф Шалом Эльяшив без согласования с Советом.